# 沃玛蒂亚沃尔姆斯
沃玛蒂亚沃尔姆斯08草地运动俱乐部（德語：Verein für Rasenspiele Wormatia Worms 08）简称为沃玛蒂亚沃尔姆斯，是一家总部设于莱茵兰-普法尔茨州沃尔姆斯的德国足球俱乐部。其于1963年以前主要参加德国足球联赛系统的顶级赛事，1964年又成为德国足球乙级联赛的创始成员，自2012年起则在德国足球西南地区联赛作赛。俱乐部当前约有1,000名会员。

## 历史
沃玛蒂亚沃尔姆斯的名称是在1922年由沃玛蒂亚08锻炼俱乐部（VfL Wormatia 08）与沃尔姆斯08草地运动俱乐部（VfR 08 Worms）合并而成，其中后者亦是在1919年由联盟08（Union 08）和胜利1912（Viktoria 1912）两家俱乐部合并而成。从合并后时至今日，俱乐部始终将1908年视为成立年份，这主要是沿用了原沃玛蒂亚08锻炼俱乐部在1908年5月23日的成立日期。
沃玛蒂亚沃尔姆斯于战间期内曾是一家杰出的地区足球俱乐部。在当时处于顶级联赛水平的美因-黑森行政区联赛中，球队赢得了从1928年至1931年的黑森赛区冠军，至1932年和1933年，他们也仅落后于美因茨05屈居亚军。在作为冠军代表黑森参加跨区比赛时，沃玛蒂亚沃尔姆斯的表现却不佳。他们在南德足球冠军赛中取得的最好成绩是1928年的第6名。而在作为黑森亚军参加的两次南德冠军赛中，他们均排名第三，也都无缘晋级最后一轮的德国足球冠军赛。
当西南大区联赛于1933年成立后，沃玛蒂亚沃尔姆斯即被纳入該赛区，并总能获得分组冠军。在1936年、1937年和1939年，他们都以西南冠军的身份参加了最后一轮的德国足球冠军赛，但皆无缘半决赛，其中在第2次参加时仅以净胜球劣势被淘汰。1943年，沃玛蒂亚沃尔姆斯从区域联赛降级，但他们随后于1944年立即重返这项赛事，但随着第二次世界大战的爆发，1944-45赛季的区域联赛被迫停办。
1945年冬季，沃玛蒂亚沃尔姆斯成为了西南高级联赛的创始成员。在最初的几年里，他们通常落后于极强大的凯泽斯劳滕而成为追赶者的角色，并曾五次夺得西南亚军（1947年、1949年、1950年、1951年、1955年）。即便在这一时期，沃玛蒂亚沃尔姆斯在德国足球冠军赛中也某未能获得新的突破。至1950年代末，沃玛蒂亚沃尔姆斯逐渐远离了积分榜前列，从而无法获得在1963年成立的德国足球甲级联赛参赛资格。
在西南地区联赛时期，沃玛蒂亚再也无法复制以往的成功。继1963-64赛季获得季军和1964-65赛季获得亚军，并参加升级附加赛但都以失败告终后，他们于随后的赛季都在为保级而战。1967年，沃玛蒂亚沃尔姆斯成为了德国首家在球衣做广告的足球俱乐部（于胸前印有卡特彼勒的缩写），却迫于德国足协的压力而最终撤掉。当德国足球乙级联赛于1974年成立时，沃玛蒂亚沃尔姆斯顺利获得了参赛资格，但他们在首季仅排名倒数第二，被迫降级。至1977年，他们才得以成功重返德乙。
1978-79赛季，沃玛蒂亚沃尔姆斯完成了自己在国家级赛场上的最后一次亮相。在首先主场对阵柏林赫塔的德国杯第二圈比赛中，以1比1结束。而在柏林奥林匹克体育场进行的重赛则遭遇了令人难忘的电力故障。当电力重启后，柏林赫塔最终以2比0获胜。
随后沃玛蒂亚一直陷入财务不明朗的漩涡。自1982年夏天不幸降级后，他们只能长期于第三级联赛作赛。而当地区联赛在两德统一后进行重组，他们在1993年至1998年甚至只能于第五级联赛作赛。直至1998年，沃玛蒂亚沃尔姆斯才在当时已成为主教练的前德甲球员德米尔·霍蒂奇的率领下重新升入高级联赛。

### 2000年至今
在2001-02赛季确定意外保级成功后（这是由于曼海姆从地区联赛降入高级联赛，而凯泽斯劳滕业余队则仍然处于第三级联赛），迪尔克·安德斯自2002-03赛季起接过了主教练教鞭。同时在非竞赛领域，俱乐部也发生了一次更新换代。
从2005-06赛季至2006年12月22日，沃玛蒂亚沃尔姆斯曾任命阿洛伊斯·施瓦茨为主教练。在他的治下，俱乐部完成了迄今最后一次升级，他们在2006-07赛季的冬歇期时便排在了积分榜顶端。自2007年1月起，前德甲球员贝恩哈德·特拉雷斯成为俱乐部主教练。
2007年5月1日，沃玛蒂亚沃尔姆斯在德国西南杯决赛上以1比0战胜凯泽斯劳滕业余队，在成立99年的历史中第五次夺得这项赛事的冠军。作为西南杯的冠军，他们还获得了参加2007-08赛季德国杯的资格，但在首轮即以1比6的比分被德乙球队美因茨05所淘汰。至2007-08赛季西南高级联赛的冬歇期时，这家沃尔姆斯的传统俱乐部成为了积分榜的领跑者。此时的领跑显得更为重要，因为这可能是多年以来最为强大的一届西南高级联赛，其竞争对手包括萨尔布吕肯、特里尔、皮尔马森斯和美因茨05二队等。尽管沃玛蒂亚在此期间偶遇挫折，但他们还是在能以第3位完赛，从而得以晋级至新调整为三轨制的地区联赛。当俱乐部在2008-09赛季地区联赛的第27轮过后仍仅排在第16位时，特拉雷斯被迫告假，其职位由二队的主教练及原沃玛蒂亚球员尤尔根·克罗茨（Jürgen Klotz）临时接任。但他也不能阻止球队在竞技层面上降级。然而，由于奥格斯海姆无法续期参赛牌照并撤出后，沃玛蒂亚得以幸运留在地区联赛。而在本赛季的德国西南杯决赛上，沃尔姆斯人又以5比1战胜奥格斯海姆，从而再次获得了代表西南德足协参加2009-10赛季德国杯的资格。在那里，他们遇到了德乙球队菲尔特，并且直至比赛的第119分钟才失球，以0比1憾负。
在2009-10赛季，沃玛蒂亚以积分榜倒数第二的成绩完赛，再次从竞技层面上降级。然而随着红白埃森和波恩无法获得2010-11赛季地区联赛的参赛牌照，使得沃尔玛蒂亚又意外保级。在新赛季中，他们连同达姆施塔特、斯图加特踢球者和黑森卡塞尔一起被重新分配至南部赛区。在新的环境下，沃尔姆斯人最初十分艰难，在他们的第3个地区联赛赛季中一度积分垫底。2010年9月底，俱乐部签下了罗纳德·博彻斯作为新任主教练。该人事变动被证明是十分明智的，因为博彻斯能够阻止球队的连败势头，并将名次稳定在非降级区内。在2010-11赛季结束后，沃玛蒂亚得以首次在新的地区联赛中于竞技层面保级。这种反弹的势头在2011-12赛季得到证实。与此前的几个赛季相比，他们此次在任何时候都没有徘徊于降级区内。得益于联赛下半程的出色表現，沃玛蒂亚甚至攀上了积分榜的上半区，并最终以第4位完赛。同一赛季，他们还加冕了德国西南杯冠军：在决赛以4比1战胜皮尔马森斯后，沃玛蒂亚再次获得2012-13赛季德国杯的参赛资格，并在首轮中令人惊讶的以2比1淘汰德乙球队柏林赫塔。至第二轮，他们则遗憾的在点球大战中3比4不敌另一支德乙球队科隆。在联赛方面，沃玛蒂亚于19轮过后仅位列第12。董事会迅速作出回应，在2012年12月解雇了博彻斯，并在同年12月22日签入斯特凡·埃默林作为新任主教练。
尽管球队阵容在2013-14赛季的初段并没有太大的变化，但埃默林还是在2013年9月29日，当沃玛蒂亚以1比3不敌茨魏布吕肯的比赛后宣布辞职。球队此时在11轮过后积11分，名列第14位。至10月11日，俱乐部任命汉斯-尤尔根·博伊森为新任主教练。至2014年3月11日，博伊森也被解雇。其继任者是原U23梯队的主教练萨沙·埃勒（Sascha Eller），他此前也在上年10月担当过球队临时主教练。赛季结束后，沃玛蒂亚沃尔姆斯仅位列积分榜第16，在竞技层面需要降入莱茵兰-普法尔茨/萨尔高级联赛。但同时由于索嫩霍夫大阿斯帕赫和美因茨05二队双双升入了丙级联赛，并且没有来自黑森联赛的球队能够升入地区联赛，沃玛蒂亚因此得以继续维持在地区联赛作赛。

## 主场
EWR竞技场作为沃玛蒂亚沃尔姆斯的主场，坐落于沃尔姆斯市内的阿尔蔡大街（Alzeyer Straße）。该体育场设有一个有顶棚的主看台和两个无顶棚的侧看台，它们均配备座席。站席则可在直背区和客队看台中找到。在2011年以前，这一比赛场馆是被命名为沃玛蒂亚体育场（Wormatia-Stadion）。

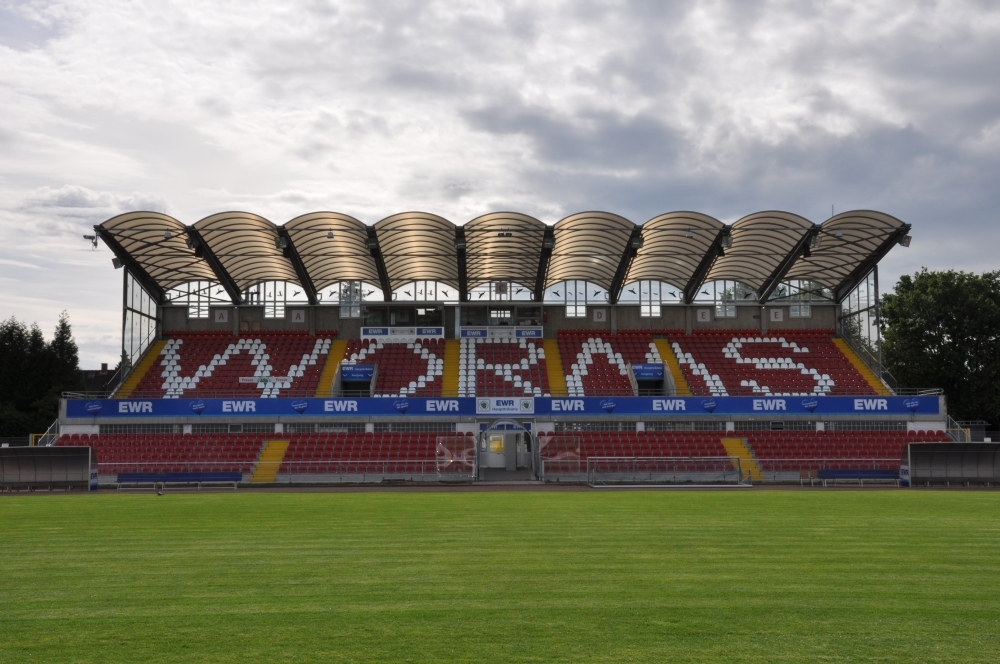
EWR竞技场的主看台

考虑到沃玛蒂亚沃尔姆斯升入新的地区联赛，该体育场已于2008年夏天实现了现代化翻新。这项工作是必要的，因为俱乐部必须满足德国足协关于地区联赛参赛牌照的场地要求。其容量上限被减少为5,624人，座席数量则被增加至2,424席。

## 荣誉
- 黑森区级冠军（英语：Bezirksliga Main-Hessen）：1928、1929、1930、1931
- 西南高级冠军：1936、1937、1939、1976、1977、1986
- 黑森杯（德语：Hessenpokal (Fußball)）冠军：1921、1924
- 西南杯（德语：Südwestpokal）冠军：1937、1976、1988、1992、2007、2009、2012